# Abigaile (Rose)
Die Rosensorte Abigaile, synonym 'Abigail', wurde 1988 von Hans Jürgen Evers gezüchtet und noch im selben Jahr von der Firma „Tantau Rosen“ eingeführt. Ihr Registriername lautet 'TANelaigib'; über die Elternsorten ist nichts bekannt.
Diese kleinwüchsige Floribundarose wird bis zu 45 Zentimeter hoch und erreicht einen Durchmesser von bis zu 40 Zentimeter. Die schlanken Knospen sind karminrot. Die zartrosa, leicht duftenden Blüten sind mit dunkelrosa Rändern eingefasst und stehen in Büscheln.
'Abigaile' eignet sich vor allem für Beetbepflanzungen.

## Nachweise
- Eintrag auf helpmefind.com